# 菅野和太郎
菅野 和太郎（かんの わたろう、1895年（明治28年）6月20日 - 1976年（昭和51年）7月6日）は日本の政治家、経済学者。位階は正三位。衆議院議員（9期）、第8代・第19代経済企画庁長官、第26・27代通商産業大臣。経済学博士（京都帝国大学）〔昭和7年〕。大阪経済大学名誉教授。

## 来歴・人物
1895年6月20日愛媛県松山市生まれ。1920年京都帝国大学経済学部を卒業後、同大学院に進学し財政学を専攻、指導教授は小川郷太郎であった。1921年より文部省在外研究員として英、独、伊に2年間留学。帰朝後は本庄栄治郎に師事している。
1924年彦根高等商業学校教授。1932年学位論文「日本会社企業発生史の研究」により京都帝国大学より経済学博士の学位を取得。1933年3月大阪商科大学教授。同年5月日本経済史研究所設立に参画し理事に就任する。1935年より併せて昭和高等商業学校（現在の大阪経済大学）の教授・法人常任理事を務め、1944年学校長・法人理事長。この間の1936年に大阪商科大を退官し1942年まで大阪市理事、教育部長、企画部長を歴任した。終戦後の1946年昭和高商より改称した大阪経済専門学校（旧制専門学校）を退職。1951年大阪経済大法人理事に復し1953年同教授、1976年同名誉教授。
この間、1942年旧大阪4区から翼賛政治体制協議会の推薦候補として第21回衆議院議員総選挙（翼賛選挙）に立候補し初当選、以後通算9回当選した。戦前から終戦年の12月までは翼賛政治会・大日本政治会・無所属倶楽部に所属し、戦後は翼賛選挙で推薦候補だったため公職追放。追放解除後1952年旧大阪1区から改進党公認で第25回衆議院議員総選挙に立候補し当選、政界に返り咲いた。翌1953年いわゆる「バカヤロー解散」に伴う第26回衆議院議員総選挙にも改進党公認で立候補したが次点で落選、苦杯を嘗めている。落選中の1954年12月、改進党が合流し結成された日本民主党により第1次鳩山一郎内閣が発足。翌1955年2月同党公認で第27回衆議院議員総選挙に捲土重来で挑み3度目の当選を果たしている（以降7回連続当選）。同年11月の保守合同後は自由民主党・三木派に属した。
1954年、請われて経営難にあった極東航空株式会社（本社・大阪市）の社長に就任する。1956年頃から運輸省の意向もあり日本ヘリコプター輸送株式会社（本社・東京都）との合併交渉を推し進め関係者との調整に奔走する。1958年3月両社の合併により、全日本空輸株式会社が発足している。
1959年、第2次岸改造内閣において経済企画庁長官で初入閣。1966年、第1次佐藤第3次改造内閣で外務大臣に横滑りした派閥領袖の三木武夫に代わり通商産業大臣に就任。1968年、第2次佐藤第2次改造内閣で宮澤喜一の後任として再び経済企画庁長官に就任。通産大臣および2度目の経企庁長官在任中は日本万国博覧会担当大臣を兼任し開催に向けて尽力した。1970年2月18日付で日本万国博覧会名誉副会長に就任。地元大阪で開催された万博を成功に導いた。
通産大臣就任後から早川崇などとともに佐藤栄作・福田赳夫に接近する。1972年の佐藤後継を決める自民党総裁選で福田を支持し、早川・中村寅太とともに三木派を退会した。
1975年10月衆議院永年在職議員表彰を受ける。衆議院議員在任中の1976年7月6日、大阪府立病院で胃ガンのため死去。81歳没。同年10月12日衆議院本会議において同院元副議長久保田鶴松により追悼演説が行われた。長く大阪財界と中央政界とのパイプ役を担い経歴から学界にも通じた。「ワタロー」の愛称で庶民派として親しまれた。

### 役職その他

#### 政府代表歴
- コロンボ計画協議委員会第11次会議、ジャカルタ、1959年11月（経企庁長官在任時）[30]
- 経済協力開発機構（OECD）閣僚理事会、パリ、1969年2月（経企庁長官在任時）[31]

#### 衆議院委員会
- 科学技術振興対策特別委員長[32]、1957年

#### 党職（自由民主党）
- 大阪府連会長
- 財務委員長
- 外交調査会副会長
- 党顧問

#### 経済団体
- 大阪府商工経済会理事長[34][35]、1943-46年
- 関西経済連合会常任理事事務局長[36][37]、1946-47年
- 同常任理事[36]、1951-76年
- 日本国際貿易促進協会関西総局[38]・関西本部（会長職）、1954-56年、1975-76年
- 大阪商工会議所顧問[39]、1960-76年
- 日本アラブ経済懇話会会長[40]、1972年

#### その他
- 社団法人国民生活研究協会会長[41][42]、1960-61年
- 学校法人学習院評議員
- 尾崎行雄記念財団理事長[43]、1974-76年

## 選挙歴
| 当                         | 第21回衆議院議員総選挙 | 1942年4月30日  | 旧大阪府第4区 | 翼賛政治体制協議会 | 43,797  | 16.3 | 4 | 1/16 |
| 当                         | 第25回衆議院議員総選挙 | 1952年10月1日  | 旧大阪府第1区 | 改進党             | 42,374  | 12.1 | 4 | 4/12 |
| 落                         | 第26回衆議院議員総選挙 | 1953年4月19日  | 旧大阪府第1区 | 改進党             | 33,306  | 9.8  | 4 | 5/12 |
| 当                         | 第27回衆議院議員総選挙 | 1955年2月27日  | 旧大阪府第1区 | 日本民主党         | 85,006  | 20.0 | 4 | 1/14 |
| 当                         | 第28回衆議院議員総選挙 | 1958年5月22日  | 旧大阪府第1区 | 自由民主党         | 67,884  | 14.5 | 4 | 3/10 |
| 当                         | 第29回衆議院議員総選挙 | 1960年11月20日 | 旧大阪府第1区 | 自由民主党         | 103,767 | 20.7 | 4 | 1/11 |
| 当                         | 第30回衆議院議員総選挙 | 1963年11月21日 | 旧大阪府第1区 | 自由民主党         | 87,614  | 15.5 | 4 | 4/15 |
| 当                         | 第31回衆議院議員総選挙 | 1967年1月29日  | 旧大阪府第1区 | 自由民主党         | 86,349  | 25.9 | 3 | 1/8  |
| 当                         | 第32回衆議院議員総選挙 | 1969年12月27日 | 旧大阪府第1区 | 自由民主党         | 72,147  | 24.5 | 3 | 2/6  |
| 当                         | 第33回衆議院議員総選挙 | 1972年12月10日 | 旧大阪府第1区 | 自由民主党         | 63,668  | 20.6 | 3 | 3/6  |
| 当選回数9回（衆議院議員9） |                        |                |               |                    |         |      |   |      |

## 栄典
- 1966年（昭和41年）4月29日 -  勲一等瑞宝章[45]
- 1971年（昭和46年）11月3日 -  勲一等旭日大綬章[46]
- 1976年（昭和51年）7月6日 -  正三位に叙せられ銀杯一組を賜る[47]

## 著書
- 『日本商業史』日本評論社、1930年
- 『日本会社企業発生史の研究』岩波書店、1931年、1995年 / 経済評論社、1966年
- 『大阪経済史研究』甲文堂書店（大阪商科大学研究叢書）1935年 / 清文堂出版（大阪経済大学日本経済史研究所叢書）1982年
- 『続大阪経済史研究』甲文堂書店（大阪商科大学研究叢書）1935年 / 清文堂出版（大阪経済大学日本経済史研究所叢書）1982年
- 『経済史上より見たる大阪』星野書店、1935年
- 『新商業道徳』教育図書、1940年
- 『近江商人の研究』有斐閣（日本経済史研究所研究叢書）1941年、1972年
- 『新大阪論』全国書房、1942年
- 『幕末維新経済史研究 開国と貿易』ミネルヴァ書房（大阪経済大学日本経済史研究所叢書）1961年
- 『新しい政治』日本政治経済新聞社、1975年

### 翻訳・校閲・監修
- ロバート・ヴィルブラント『国民経済史』四宮恭二共訳、内外出版印刷、1928年
- 大阪市役所 編『明治大正大阪市史』全8巻〔校閲・執筆[48]〕日本評論社、1933-35年／清文堂出版、1966年
- 大阪商船株式会社 編集発行『大阪商船株式会社五十年史』〔編纂主任〕1934年
- 日本経済史研究所 編『日本経済史辞典』第1～9分冊・索引〔監修・執筆[49]〕日本評論社、1936-39年
- 大阪商科大学経済研究所 編『世界経済年表』〔編纂責任者[50]〕岩波書店、1937年
- 須々木庄平『堂島米市場史』〔校閲〕日本評論社、1940年、2018年